# Rigord
Rigord of Rigordus (circa 1150 - circa 1209) was een Frans monnik, geneesheer en kroniekschrijver.
Hij was vermoedelijk afkomstig uit de Languedoc en werd geestelijke in Argenteuil en dan in Saint-Denis. Hier schreef hij een korte kroniek van de koningen van Frankrijk (regis Francorum chronographus), die voor de bezoekers van Saint-Denis als gids zou dienen.
Hij kreeg de opdracht een biografie van de Franse koning Filips II te schrijven. De Gesta Philippi Augusti is een hoofdbron voor het leven van deze koning, waarover Rigord ons van zijn kroning in 1179 tot het jaar 1206 informeerde. Vanuit de opvatting dat een waardevolle koning een "vergroter van het rijk" was, "verleende" hij hem de keizerlijke titel "Augustus", die ook de  bijnaam van de koning  werd: Filips Augustus. Ook omgaf hij de koning met een aura van wonderdadigheid, door drie vermeende wonderen aan hem toe te schrijven. Dit werd na de dood van de koning door zijn aanhangers als argument voor een heiligverklaring naar voren geschoven, maar dat werd door de Romeinse Curie afgewezen wegens de tijdelijke excommunicatie van de koning op grond van diens jarenlange bigamie.
Rigords werk werd in 1214 door Willem de Bretoen verdergezet, die de biografie aanvulde voor de periode van 1206 tot 1220. Het werk werd overgenomen in de Grandes Chroniques de France en werd in 1825 door Guizot naar het Frans vertaald (in Collection des mémoires relatifs à l'histoire de France). H. F. Delaborde gaf een editie van zijn werken uit in 1882/1895 in Oeuvres de Rigord et de Guillaume le Breton.

## Noot
1. ↑  Zie: J. Le Goff, Le dossier de sainteté de Philippe Auguste, in L'Histoire (1987).

## Edities
- Gesta Philippi Augusti, in M.-J.-J. Brial (ed.), Recueil des Historiens des Gaules et de la France, XVII, Parijs, 1878², pp. 4–62 (Rigords werk, Latijn).
- Gesta Philippi Augusti, in M.-J.-J. Brial (ed.), Recueil des Historiens des Gaules et de la France, XVII, Parijs, 1878², pp.  62–116 (voortzetting door Willem de Bretoen, Latijn).